# 대한예수교장로회(개혁)
대한예수교장로회(개혁)(大韓예수敎長老會(改革)/The General Assembly of The Reformed Presbyterian Church in Korea)은 대한민국의 장로교 교단으로 서울 종로구에 위치해 있다. 1912년에 세워진 조선예수교장로회 총회를 뿌리로 삼고 있으며 1979년 합동 교파의 분열로 생겨난 교단으로 박형룡계의 합동보수 세력까지 합쳐 '개혁'이라는 이름을 쓰는 교단만 크게 3곳이 있었다. 그러나 박형룡의 제자 정규오계의 '개혁(광주 측)'이 2005년 합동으로 돌아갔다.
설립목적은 성경과 대한예수교장로회 헌법에 입각하여 개혁주의 보수신학과 신앙을 수호 전파하며 이에 따르는 사업을 실행하는 것이다.